# Misgolas hirsutus
Misgolas hirsutus là một loài nhện trong họ Idiopidae.
Loài này thuộc chi Misgolas. Misgolas hirsutus được William Joseph Rainbow & Pulleine miêu tả năm 1918.